# Bahnstrecke Środa Śląska–Środa Śląska Rynek
| Bahnhof Środa Śląska |                                                                                 |                                                                    |                                                                    |
| Kursbuchstrecke: | DR: 129z (1934) DR: 154y (1943) DR: 154s (1944) PKP: 269 (1954) PKP: 256 (1966) |                                                                    |                                                                    |
| Streckenlänge: | 4,15 km                                                                         |                                                                    |                                                                    |
| Spurweite: | 1435 mm (Normalspur)                                                            |                                                                    |                                                                    |
| |                                                                                 |                                                                    |                                                                    |
| \| \| \| von Breslau \| \| \| \| 0,00 \| Środa Śląska (Neumarkt (Schlesien) Reichsbahnhof) \| Środa Śląska (Neumarkt (Schlesien) Reichsbahnhof) \| \| \| \| nach Legnica (Liegnitz) \| \| \| \| 2,60 \| Środa Śląska polny zameczek (Neumarkt (Schlesien) Feldschlösschen) \| Środa Śląska polny zameczek (Neumarkt (Schlesien) Feldschlösschen) \| \| \| 3,40 \| Środa Śląska Miejska (Neumarkt (Schlesien) Stadtbahnhof) \| Środa Śląska Miejska (Neumarkt (Schlesien) Stadtbahnhof) \| \| \| 4,15 \| Środa Śląska Rynek (Neumarkt (Schlesien) Ring, bis 1936) \| Środa Śląska Rynek (Neumarkt (Schlesien) Ring, bis 1936) \| |                                                                                 |                                                                    |                                                                    |
| Strecke |                                                                                 | von Breslau                                                        | von Breslau                                                        |
| Bahnhof | 0,00                                                                            | Środa Śląska (Neumarkt (Schlesien) Reichsbahnhof)                  | Środa Śląska (Neumarkt (Schlesien) Reichsbahnhof)                  |
| Abzweig ehemals geradeaus und nach rechts |                                                                                 | nach Legnica (Liegnitz)                                            | nach Legnica (Liegnitz)                                            |
| Haltepunkt / Haltestelle (Strecke außer Betrieb) | 2,60                                                                            | Środa Śląska polny zameczek (Neumarkt (Schlesien) Feldschlösschen) | Środa Śląska polny zameczek (Neumarkt (Schlesien) Feldschlösschen) |
| Bahnhof (Strecke außer Betrieb) | 3,40                                                                            | Środa Śląska Miejska (Neumarkt (Schlesien) Stadtbahnhof)           | Środa Śląska Miejska (Neumarkt (Schlesien) Stadtbahnhof)           |
| Haltepunkt / Haltestelle Streckenende (Strecke außer Betrieb) | 4,15                                                                            | Środa Śląska Rynek (Neumarkt (Schlesien) Ring, bis 1936)           | Środa Śląska Rynek (Neumarkt (Schlesien) Ring, bis 1936)           |

Die Bahnstrecke Środa Śląska–Środa Śląska Rynek verband die Stadt Środa Śląska mit der Bahnstrecke Berlin–Liegnitz–Breslau. Sie wurde von der Neumarkter Kleinbahn AG gebaut.

## Geschichte

### Neumarkter Kleinbahn AG
Die Neumarkter Kleinbahn war eine Kleinbahn in Schlesien, die von der Neumarkter Kleinbahn AG errichtet und betrieben wurde. Die Strecke verband die schlesische Kreisstadt Neumarkt (1939: 6.400 Einwohner) mit dem Reichsbahnhof der Stadt, der etwa 30 Kilometer westlich von Breslau an der Hauptbahn Berlin–Liegnitz–Breslau lag.
Die Neumarkter Kleinbahn AG wurde am 8. September 1925 vom Deutschen Reich, dem Freistaat Preußen, der Provinz Niederschlesien und der Stadt Neumarkt sowie einem Fabrikbesitzer gegründet, die daran Aktien übernahmen.
Am 26. Juli 1926 wurde auf der rund 4,2 km langen normalspurigen Strecke der Verkehr aufgenommen. Außer zwei Benzol-Triebwagen waren eine Dampflokomotive, ein Personen-, ein Pack- und drei Güterwagen vorhanden. Die Betriebsführung oblag bis 1935 der Firma Smoschewer & Co. in Breslau. Die Güterzüge endeten im Stadtbahnhof, während die Triebwagen, die den Personenverkehr besorgten, vor Einfahrt in den Stadtbahnhof auf die parallel verlaufende Hollandstraße abbogen und auf Rillenschienen über die Liegnitzer Straße den Unterring erreichten, wo der Endpunkt vor dem Rathaus lag.
Im Sommer 1927 verkehrten 13 Zugpaare täglich. Bereits ab 4. November 1936 ersetzte eine bahneigene Omnibusverbindung – 16 Fahrten im Jahre 1939 – die Personenbeförderung auf der Schiene. Kriegsbedingt wurde sie 1944 an Werktagen auf acht Fahrten reduziert. An Sonntagen wurde sie sogar wieder auf die Schiene verlegt. Jedoch endeten die drei planmäßigen Fahrten im Stadtbahnhof, da das 700 m lange Teilstück zum Ring nach 1936 abgebaut worden war.

### Polnische Staatsbahn
Nach dem Zweiten Weltkrieg übernahm die Polskie Koleje Państwowe (deutsch Polnische Staatsbahn) den Betrieb. Der Personenverkehr wurde erst ab Oktober 1949 wieder aufgenommen, zuvor waren PKS-Busse im Einsatz.
Der Bahnhof Neumarkt Reichsbahnhof wurde am 27. August 1945 in Środa Miejska umbenannt, ab 1. Januar 1946 hieß er Środa Śląska.
Die Strecke Środa Śląska Miejska–Środa Śląska Rynek wurde vor dem 13. März 1950 abgebaut.
1966 wurde der Gesamtverkehr auf der Reststrecke Środa Śląska–Środa Śląska Miejska eingestellt. Zuletzt fuhren fünf Zugpaar täglich. Die Strecke wurde nach einem Erlass vom 22. August 1968 kurze Zeit später abgebaut.